# Курт, Хусния
Хусния Курт (серб. Хуснија Курт; 14 ноября 1900, Мостар — 22 октября 1959, Сараево) — югославский учёный-химик, университетский преподаватель и политический деятель.

## Биография
Родился в 1900 году в Мостаре. Учился в школах Мостара и Белграда, окончил в 1925 году философский факультет Загребского университета. Преподавал сначала в школе Мостара, а затем в Белградском университете. Занимался исследованием эфирных масел, издал несколько научных трудов, которые были опубликованы в послевоенные годы. В 1941 году вступил в партизанское движение и был принят в Коммунистическую партию Югославии. Осенью 1942 года был арестован и сослан на остров Мамула, а затем в концлагерь в Италии, но после капитуляции был освобождён и окольными путям перебрался в Словению. На первом заседании Земельного антифашистского вече народного освобождения Боснии и Герцеговины избран в состав Президиума вече. На втором заседании Антифашистского вече народного освобождения Югославии также избран в состав Президиума. С 1945 по 1946 годы был главой Герцеговинского народного комитета, до октября был заместителем председателя и секретарём Президиума Народной Скупщины Боснии и Герцеговины. До конца жизни работал профессором факультета сельского хозяйства в университете Сараево. Состоял в ряде организаций Югославии, в том числе в отделении Красного креста и Союза химиков. Скончался 22 октября 1959 в Сараево.